# Castello di Gallinella
Das Castello di Gallinella ist die Ruine einer mittelalterlichen Höhenburg in der Nähe des Ghiara-Baches im Ortsteil Contignaco der Gemeinde Salsomaggiore Terme in der italienischen Region Emilia-Romagna.

## Geschichte
Die Festung ließ in der ersten Hälfte des 11. Jahrhunderts der Markgraf Adalbert II. aus dem Hause der Otbertiner (Obertenghi) zur Verteidigung der Saline von Salsomaggiore Terme errichten, zusammen mit dem Castello di Contignaco auf der anderen Seite des Tales. Als Zentrum der Herrschaft errichtete er um 1025 das nahegelegene Castello di Scipione auf den Überresten einer römischen Villa der Scipionen. Über seinen Enkel Oberto "il Pelavicino" (1080–1148) fiel die Herrschaft an dessen Nachfahren, die Familie Pallavicini.
1310 eroberten die Lupi, die von Giberto III. da Correggio aus Parma verjagt worden waren, die Burg und hielten sie bis 1374 in ihrem Besitz; dann eignete sie sich Francesco Pallavicino wieder an. Nach dessen Tod 1388 kam die Burg wiederum in den Besitz von Bonifacio Lupi, der sie an Maffeo di Franceschino Petroni aus dem benachbarten Corticelle vererbte.
1421 wurde Rolando Pallavicino il Magnifico in das Lehen investiert. Dennoch griffen 1427 die Truppen der Familie Sommi aus Cremona die Burg plötzlich an und eroberten sie in der Folge in einem harten Gemetzel, das „Strage di Gallinella“ genannt wurde. 1432 konfiszierte der Herzog von Mailand, Filippo Maria Visconti, die Burg von Giovanni Sommi und gab sie an die Pallavicini zurück.
1441 griff Niccolò Piccinino an mehreren Fronten den Stato Pallavicino an und zwang Rolando il Magnifico zur Flucht; alle seine Besitzungen wurden von Visconti konfisziert und 1442 der Condottiere in das Lehen von Gallinella und zahlreiche andere investiert. 1448 griff Rolando il Magnifico die Burg an, die Francesco Piccinino geerbt hatte, und brachte sich wieder in ihren Besitz. Nach seinem Tod 1457 erbte Pallavicinos Sohn Niccolò das Lehen.
1599 wurde Markgraf Rolando Pallavicino vom Herzog von Parma, Ranuccio I. Farnese, des Missbrauchs und der Unterdrückung beschuldigt und der Herzog ließ ihn zusammen mit seiner Tochter und weiteren sieben Personen durch den Kapitän Massimiliano Scuttelari festnehmen. Die Burg wurde vom herzoglichen Liegenschaftsamt konfisziert und 1630 an den Markgrafen Alessandro Paveri Fontana für 7554 Dukaten verkauft.
1654 wurde die Burg dem Markgrafen Alessandro Pallavicino verlehnt, der aber aus wirtschaftlichen Gründen vom Erzpriester der Pfarre Contignaco ermordet wurde. Das Lehen fiel also zurück an die herzogliche Liegenschaftsverwaltung von Parma.
1718 verkaufte der Herzog Francesco Farnese das Castello di Gallinella an die Markgrafen Santi, die sie einige Jahrzehnte lang behielten. Später wurde der Bürgermeister Bernardino Romagnosi, der Vater des Juristen Gian Domenico Romagnosi, in das Lehen investiert. Gegen Ende des 18. Jahrhunderts fiel die Burg an den Grafen Cesare Ventura, den Premierminister des Herzogs Ferdinand I. von Parma. Nach seinem Tod fiel die alte Festung, die damals bereits eine Ruine war, an dessen Sohn Giovanni Battista Ventura, der sie auch nach der Abschaffung des Feudalsystems durch Napoleon im Jahre 1805 behielt.
Nach dem Tod des Grafen 1826 wurde die unbewohnte und verfallene Burg teilweise zum Erhalt von Baumaterialien abgerissen. Auch die angebaute Kapelle, die den Heiligen Fabianus und Sebastian geweiht war und 1744 geschlossen worden war, erlitt dasselbe Schicksal.
1973 wurden auch die Ruinen der Burg beim Ausheben eines Steinbruchs fast vollständig zerstört.

## Beschreibung
Heute sind von der Burg nur noch wenige, spärliche Ruinen in einem dichten Wald auf einem Hügel erhalten.
Es gibt dort noch einige Steinmauern, die von der Vegetation überwuchert sind, und die alte Zisterne zur Sammlung von Trinkwasser.